# Приднепровское (Запорожская область)
Приднепровское (укр. Придніпровське) — село,
Лукашёвский сельский совет,
Запорожский район,
Запорожская область,
Украина.
Код КОАТУУ — 2322184604. Население по переписи 2001 года составляло 79 человек.

## Географическое положение
Село Приднепровское находится на правом берегу реки Днепр,
выше и ниже по течению село окружено большими заливами.
На расстоянии в 2 км расположено село Привольное.
К селу примыкает несколько массивов садовых участков.

## История
- 1943 год — дата основания (как село Приволное) на месте немецкой колонии Мариенталь.
- В 1950 году переименовано в село Приднепровское.